# 昌利（控股）
昌利（控股）有限公司，簡稱昌利（控股）（英語：CL Group (Holdings) Limited，港交所：8098），於2004年由主要股東歐雪明，在香港（總部）創立「昌利證券有限公司」。
主席為Alexis Ventouras，總裁為郭建聰。業務在香港經營提供證券及期貨交易服務、配售及包銷服務。
該股份在2011年3月8日於港交所創業板上市。配售價格為0.495港元，配售股份為2.5億股，集資額為1.069億港元。

## 連結
- cheongleesec.com.hk